# Nine (album de Blink-182)
Pour les articles homonymes, voir Nine.
Albums de Blink-182
California
(2016)
Singles
1. Blame It on My Mouth
Sortie : 8 mai 2019
2. Generational Divide
Sortie : 21 juin 2019
3. Happy Days
Sortie : 1er juillet 2019
4. Darkside
Sortie : 25 juillet 2019
5. I Really Wish I Hated You
Sortie : 6 septembre 2019

Nine est le huitième album studio du groupe californien de punk rock Blink-182 sorti le 20 septembre 2019.

## Liste des chansons
| No  | Titre                     | Auteur                                                                                   | Durée |
| --- | ------------------------- | ---------------------------------------------------------------------------------------- | ----- |
| 1.  | The First Time            | - Mark Hoppus - Travis Barker - Matt Skiba - John Feldmann - Jim Lavigne - John Mitchell | 2:26  |
| 2.  | Happy Days                | - Hoppus - Barker - Tim Pagnotta - Sam Hollander                                         | 2:59  |
| 3.  | Heaven                    | - Hoppus - Barker - Skiba - Feldmann - Chris Greatti                                     | 3:17  |
| 4.  | Darkside                  | - Hoppus - Barker - Skiba - Feldmann                                                     | 3:00  |
| 5.  | Blame It on My Youth      | - Hoppus - Barker - Skiba - Pagnotta - Hollander - Matt Malpass                          | 3:05  |
| 6.  | Generational Divide       | - Hoppus - Barker - Skiba - Feldmann - Benjamin Berger - Ryan McMahon - Ryan Rabin       | 0:49  |
| 7.  | Run Away                  | - Hoppus - Barker - Skiba - Feldmann - Mitchell                                          | 2:27  |
| 8.  | Black Rain                | - Hoppus - Barker - Skiba - Feldmann                                                     | 2:46  |
| 9.  | I Really Wish I Hated You | - Hoppus - Barker - Skiba - Feldmann - Andrew Watt - Ali Tamposi                         | 3:11  |
| 10. | Pin the Grenade           | - Hoppus - Barker - Skiba - Feldmann - Joe Khajadourian - Alex Schwartz - Jake Torrey    | 2:59  |
| 11. | No Heart to Speak Of      | - Hoppus - Barker - Skiba - Feldmann                                                     | 3:40  |
| 12. | Ransom                    | - Hoppus - Barker - Skiba - Feldmann                                                     | 1:25  |
| 13. | On Some Emo Shit          | - Hoppus - Barker - Skiba                                                                | 3:09  |
| 14. | Hungover You              | - Hoppus - Barker - Skiba - Feldmann - Lavigne - Mitchell                                | 2:58  |
| 15. | Remember to Forget Me     | - Hoppus - Barker - Skiba - Feldmann - JP Clark - Jaramye Daniels                        | 3:29  |

| 16. | Out of My Head | 2:23 |

### Musiciens
- Mark Hoppus: chant, basse
- Travis Barker: batterie, percussions, piano
- Matt Skiba: chant, guitare

## Classements hebdomadaires
| Classement (2019)                         | Meilleure place |
| ----------------------------------------- | --------------- |
| Allemagne (Media Control AG)              | 4               |
| Australie (ARIA)                          | 4               |
| Autriche (Ö3 Austria Top 40)              | 8               |
| Belgique (Flandre Ultratop)               | 16              |
| Belgique (Wallonie Ultratop)              | 48              |
| Canada (Billboard Canadian Albums)        | 5               |
| Écosse (OCC)                              | 4               |
| Espagne (Promusicae)                      | 25              |
| États-Unis (Billboard 200)                | 3               |
| États-Unis (Billboard Alternative Albums) | 1               |
| États-Unis (Billboard Top Rock Albums)    | 1               |
| Italie (FIMI)                             | 11              |
| Nouvelle-Zélande (RIANZ)                  | 21              |
| Pays-Bas (Mega Album Top 100)             | 37              |
| Portugal (AFP)                            | 48              |
| Royaume-Uni (UK Albums Chart)             | 6               |
| Royaume-Uni (UK Rock and Metal Chart)     | 1               |
| Suède (Sverigetopplistan)                 | 58              |
| Suisse (Schweizer Hitparade)              | 13              |